# ماريو ريتشي
ماريو ريتشي (بالإيطالية: Mario Ricci)‏ ولد بتاريخ 13 أغسطس 1914 في بادوفا، وتوفي في 22 فبراير 2005 في كومو، كان دراج إيطالي.

## روابط خارجية
- ماريو ريتشي على موقع أرشيف الدراجات (الإنجليزية)
- ماريو ريتشي على موقع إحصائيات الدراجات الإحترافية (الإنجليزية)
- ماريو ريتشي على موقع CycleBase (الإنجليزية)